# 609 (tal)
609 är det naturliga heltal som följer 608 och följs av 610.

## Matematiska egenskaper
- 609 är ett udda tal.
- 609 är ett sammansatt tal.
- 609 är ett Sfeniskt tal.
- 609 är ett Prothtal.

## Inom vetenskapen
- 609 Fulvia, en asteroid.